# Никанор I Скопски
Никанор (на гръцки: Νικάνωρ) е православен духовник, скопски митрополит на Печката патриаршия във втората половина на XVI век.

## Биография
Преди да стане скопски митрополит Никанор вероятно е положки епископ в Тетово. Името му е записано в църквата „Свети Никола“ в тетовското, днес албанско, село Новаке. Надписът ни казва, че църквата е изписана в 7085 (=1577 г.). Възможно е и двете епархии да са били слети.